# René Djian
René Djian (* 1. Februar 1927 in Paris; † 11. November 2024 in Erquy) war ein französischer Mittelstreckenläufer, der sich auf die 800-Meter-Distanz spezialisiert hatte.

## Sportliche Laufbahn
Bei den Olympischen Spielen 1952 in Helsinki schied er im Vorlauf und bei den Leichtathletik-Europameisterschaften 1954 in Bern im Halbfinale aus.
1955 gewann er Silber bei den Mittelmeerspielen. Im Jahr darauf erreichte er bei den Olympischen Spielen 1956 in Melbourne das Halbfinale.
1952 und 1956 wurde er französischer Meister. Seine persönliche Bestzeit von 1:49,5 min stellte er am 24. August 1955 in Prag auf.
Er war mit der Weitspringerin Marthe Lambert verheiratet.